# Stockerau
Stockerau (německy  ʃtɔkɐˈʁaʊ̯, česky Štokrava) je město v Rakousku ve spolkové zemi Dolní Rakousko v okrese Korneuburg. Nachází se nedaleko od Dunaje na okraji Tullnské pánve, ve vzdálenosti asi 25 km severozápadně od Vídně. Žije zde přibližně 17 tisíc obyvatel.

## Osobnosti města
- Nikolaus Lenau (1802–1850), básník

## Partnerská města
- Andernach, Německo, 1983 [4]
- Baranavičy, Bělorusko, 1989
- Mosonmagyaróvár, Maďarsko, 1996